# Smaranda Oțeanu-Bunea
Smaranda Oțeanu-Bunea (* 12. Dezember 1941 in Râmnicu Sărat) ist eine rumänische Komponistin und Musikkritikerin.

## Leben und Wirken
Oțeanu-Bunea studierte bei Alfred Mendelsohn, Mihail Jora (Komposition), Marțian Negrea und Ion Dumitrescu (Harmonielehre), Nicolae Buicliu (Kontrapunkt) und Aurel Stroe (Orchestration). In den USA spezialisierte sie sich auf Kulturmanagement.
Zwischen 1966 und 1995 veröffentlichte sie Musikkritiken in Bukarester Zeitungen wie Scânteia und Adevărul und die Agenția Rompres. Sie wirkte an Rundfunk- und Fernsehsendungen mit und hielt an amerikanischen Universitäten Vorlesungen über rumänische Musik.
1979 gründete sie das Colegiul Criticilor Muzicali. Sie organisierte Musikfestivals wie Tineri Dirijori, das Enescu-Orfeul Moldav und Tinere Talente. 1990 wurde sie Gründungsdirektorin der Zeitschrift Melos, Minison, Monopol. Im gleichen Jahr gründete sie die Fundația Jora (später Uniunea Criticilor Muzicali). Von 1995 bis 1998 war sie künstlerische Direktorin der Opera Națională București. Unter ihrer Leitung wurden Werke wie Pascal Bentoius Hamlet, Paul Constantinescus O noapte furtunoasă und Adrian Iorgulescus Revoluția aufgeführt.
1998 gründete Oțeanu-Bunea die Komische Kinderoper (Opera Comica pentru Copii), ein weit über die Grenzen Rumäniens hinaus einmaliges Projekt. Hier führte sie Werke auf wie Der Theaterdirektor von Mozart, La serva padrona von Pergolesi, Pimpinone von Telemann, Bastien und Bastienne von Mozart, Das Telefon von Menotti, Der Kapellmeister von Cimarosa, die Kaffeekantate von Bach, Un pedagog de școală nouă von Anatol Vieru, und Il signor Bruschino von Rossini.
Von 2000 bis 2002 leitete sie ein weiteres Mal die Opera Națională Română București, danach arbeitete sie erneut für die inzwischen institutionalisierte Kinderoper. Diese wurde mehrfach ausgezeichnet, unter anderem mit mehreren Nationalpreisen, einem Sonderdiplom in Kroatien 2004 und einem Exzellenzpreis 2006 in Israel.

## Werke
- 2 Lieder nach Versen von George Coșbuc für Stimme und Klavier, 1954
- 7 Lieder nach Versen von Federico García Lorca für Mezzosopran und Klavier, 1960
- Capriciu für Klavier, 1961
- Lieder nach Texten von George Topîrceanu, Mihai Beniuc, Ion Bănuță, George Coșbuc, 1962
- Ave Maria für Bariton und Klavier nach Versen von Victoria Dragu, 1962
- Mozaic für Viola und Klarinette, 1962
- Nonet für Bläserquintett und Streichquartett, 1962
- Variațiuni pentru pian pe o temă de Bartok, 1963
- Cântece de dragoste nach Versen von Bertolt Brecht, 1963
- Suită în stil clasic für Orchester, 1963
- Bergen Belsen, Rezitativ für Stimme und Kammerensemble nach Versen von Victoria Dragu, 1963
- Filmmusik zu Căutări, 1963
- Fuga canonică în epidiapente für Kammerensemble, 1964
- Poem-sonata für Klavier, 1964
- Veghe de lună, 1964
- 3 Madrigale nach Versen von Ion Vinea, Lucian Blaga und St. O. Iosif für gemischten Chor, 1964
- Mișcare simfonică, 1966
- Corale, Poem für Stimme und sinfonisches Ensemble nach Verwsen von Zaharia Stancu, 1967
- Madrigal für gemischten Chor, 1969
- Musik zum Dokumentarfilm Ani, 1974
- Cugetări engleze, Liederzyklus, 1981
- 5 întâmplări din grădina mea, Liederzyklus nach Versen von Ana Blandiana, 1982
- Trei fabule fără animale, Lieder für Tenor und Klavier nach Nicolae Dragoș, 1983
- Cugetări persane, 1986
- Cugetări latine, 1987
- Cugetări strâmbe, 1993

## Weblink
- Biographie und Werkliste auf cIMeC (rumänisch)

| Personendaten    | Personendaten                              |
| ---------------- | ------------------------------------------ |
| NAME             | Oțeanu-Bunea, Smaranda                     |
| KURZBESCHREIBUNG | rumänische Komponistin und Musikkritikerin |
| GEBURTSDATUM     | 12. Dezember 1941                          |
| GEBURTSORT       | Râmnicu Sărat                              |